# Ronde Lutherse Kerk
La Ronde Lutherse Kerk (español: Iglesia Luterana Redonda) o también conocida como la Koepelkerk (Iglesia de la Cúpula) es una antigua iglesia de culto luterano ubicada a orillas del canal Singel, en Ámsterdam, Países Bajos. Construida en estilo barroco holandés entre 1668 y 1671, los servicios divinos fueron celebrados allí hasta 1935, cuando la iglesia fue cerrada. Actualmente opera como parte de un complejo hotelero para la celebración de eventos, conciertos y bodas.

## Historia
Durante la Edad Moderna del siglo ⅹⅶ, los luteranos eran una minoría religiosa tolerada en las Provincias Unidas de los Países Bajos, donde durante la Reforma protestante, el calvinismo tuvo una amplia aceptación y una alta conversión. En un comienzo, la comunidad residente pudo construir una iglesia de pequeñas dimensiones en la parte sur del Singel, la cual llamaron Oude Lutherse Kerk (Iglesia Luterana Antigua en neerlandés). Posteriormente en el Siglo de Oro neerlandés, la comunidad luterana residente aumentó, principalmente debido a la llegada de inmigrantes desde la Alemania Septentrional, quienes profesaban en su mayoría dicha religión, por los que se les hizo necesario la construcción de una segunda iglesia unas cuadras más arriba por la orilla del mismo canal. Para dicha tarea, fue contratado al arquitecto neerlandés Adriaan Dortsman, quien inspirado en la forma del Panteón de Agripa en Roma, diseñó el templo luterano con una cúpula en la parte superior, sumado a ciertas restricciones en el país para iglesias no calvinistas a construir campanarios en aquella época. El 18 de septiembre de 1822, un incendió producido durante unas reparaciones de fontanería, destruyó gran parte de la iglesia y la dejó inutilizable. Las obras de reconstrucción fueron ejecutadas por el arquitecto Jan de Greef, quien acentuó aún más la similitud con el panteón romano al artesonar el interior de la cúpula y añadir elementos clasicistas. La reinauguración del templo se produjo exactamente cuatro años después del siniestro, el 18 de septiembre de 1826.
A comienzos del siglo ⅹⅹ, la iglesia fue sede de conciertos corales y de órgano aclamados y con alta asistencia de público. Al mismo tiempo, la comunidad fue disminuyendo en su número de miembros, por lo que se hacía cada vez más evidente que no podían hacerse cargo de los gastos de mantención del templo. El último culto religioso fue celebrado el 20 de enero de 1935. Posteriormente, la comunidad puso en alquiler las dependencias, conservando la propiedad. El 25 de septiembre de 1955, fue celebrado un culto especial como parte de un congreso internacional de música eclesiástica luterana que fue albergado allí. A principios de los años 1970 se firmó un acuerdo de uso entre la comunidad religiosa y el grupo hotelero Sonesta. En 1975, el espacio de la cúpula se adaptó a las nuevas necesidades. De los elementos religiosos, se conservaron el órgano, el púlpito y las inscripciones bíblicas de la cúpula.

## Arquitectura

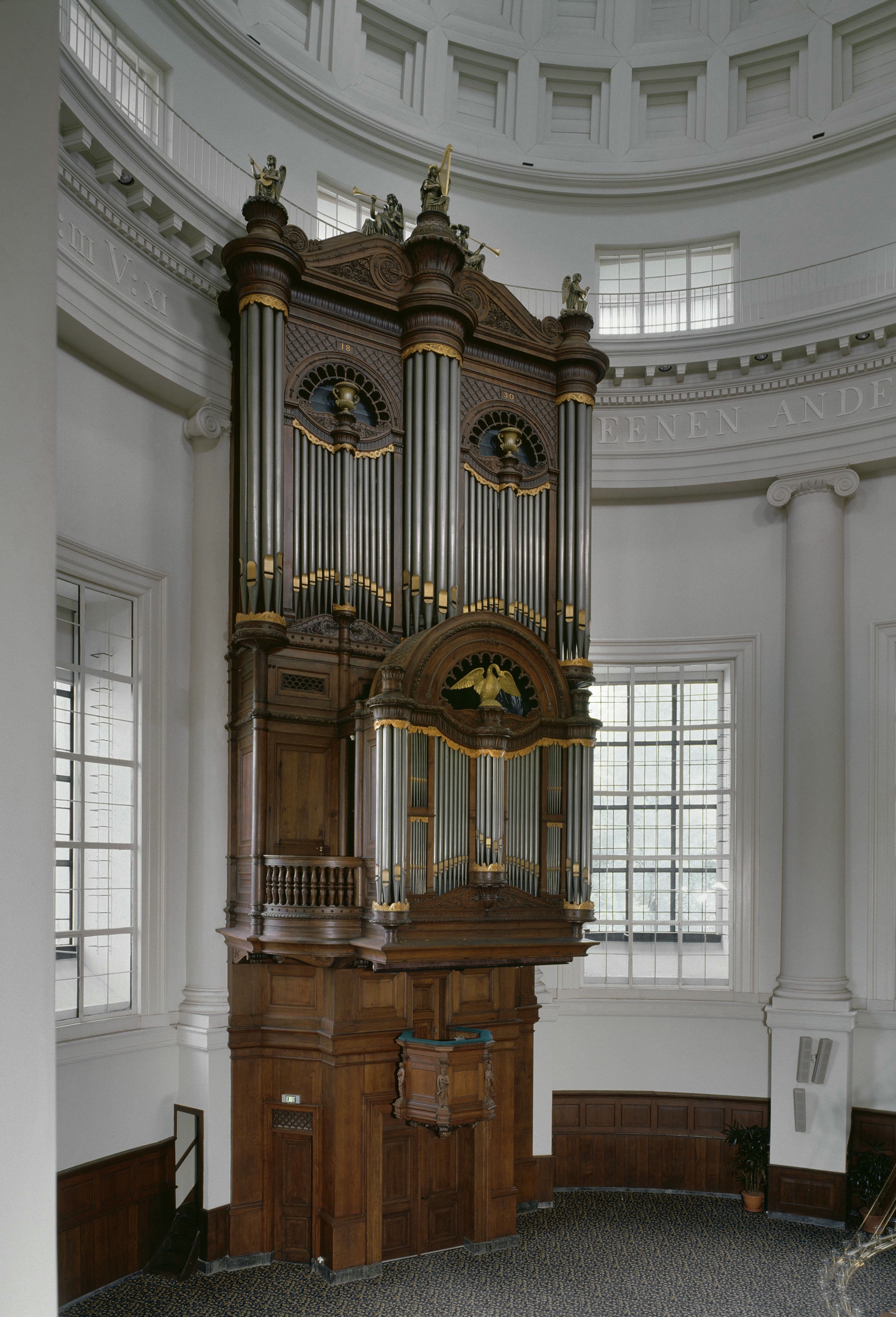
Órgano al interior de la iglesia

La estructura actual de la Iglesia Redonda Luterana es un edificio central en estilo clasicista. La cúpula artesonada con su linterna descansa sobre columnas jónicas. La mitad de la sala con la cúpula redonda está rodeada por un anillo de galería de dos pisos como un pasillo lateral.
El eje visual de esta sencilla sala blanca está dominado por el órgano alto que Jonathan Bätz construyó en 1830 después del desastre del incendio. Tiene 49 registros en tres manuales y un pedal. El púlpito es parte de la caja del órgano diseñada por Tieleman Franciscus Suys. El centro de la caja del órgano está decorado con un cisne dorado como símbolo de Martín Lutero; Un cisne corona la lámpara de la cúpula, visible desde lejos.
Debajo de la cúpula hay un pergamino con el versículo escrito en neerlandés: «Eenen anderen grond kan niemand leggen dan die gelegd is, welke is Jezus Christus» (1 Cor 3:11 BL).